# Retaule d’advocació franciscana
El Retaule d'advocació franciscana o de Santa Clara és una obra pictòrica de Lluís Borrassà, enquadrada en el primer gòtic internacional, que es conserva al Museu Episcopal de Vic. És considerada l'obra més important conservada de l'artista qui fou un dels màxims representant del primer gòtic internacional.

## Història
L'obra va ser encarregada pel convent de Santa Clara de Vic, avui enderrocat. L'única notícia documental que es coneix de la seva creació és una carta de pagament de final d'obra de 27 de juliol de 1415 de Borrassà a favor del llicenciat en lleis Bartomeu Soler, por la quantitat de 200 florins d'or «pro quibus contruxi et pinxi vobis retrotabulum, ad opus monasterii sancte Ciare Vici». Aquest pagament estava referit exclusivament a la pintura, ja que la fusteria havia estat realitzada prèviament a la intervenció de Borrassà. Bartomeu Soler ja li havia encarregat a Borrassà el retaule de l'altar de les Onze Mil Verges, situat al claustre nou de la catedral de Vic, obra finalitzada el 1412.
Amb motiu de l'enderrocament de l'església del convent vell de Santa Clara per a construir la nova rambla de la ciutat de Vic, el bisbe Morgades decideix adquirir el retaule per a la creació del futur museu.

## Descripció
L'autor introdueix una nova estètica naturalista basada en el dinamisme i el moviment de les figures a partir de la utilització de pigments de colors molt vius i contrastats del qual és un exemple aquest retaule d'advocació franciscana ubicat al Museu Episcopal de Vic.
Més enllà de la qualitat artística del retaule, destaca l'originalitat de la iconografia representada per l'autor, la qual cosa denota la presència d'una persona molt ben documentada dins la seva realització. El gran nombre d'encàrrecs que va tenir Borrassà provinents d'ordes mendicants, especialment dels franciscans, podria explicar aquest coneixement dins el seu taller. D'altra banda, la temàtica de Santa Clara era coneguda per l'autor qui ja havia realitzat el retaule per al convent de l'orde a la ciutat de Barcelona.